# Taxillus bracteatus
Taxillus bracteatus är en tvåhjärtbladig växtart som beskrevs av Van Tiegh.. Taxillus bracteatus ingår i släktet Taxillus och familjen Loranthaceae. Inga underarter finns listade i Catalogue of Life.